# 李靜 (乒乓球運動員)
李靜，MH（1975年3月7日—），香港退役男子乒乓球選手，現任香港女子乒乓球隊總教練，籍貫廣東斗門。

## 生平
李靜早年就讀珠海市斗門區實驗小學，1990年進入中國國家乒乓球隊，1992年全國錦標賽取得男單亞軍，因而獲選入國家一隊。後來教練曾根據李靜的身高着其改打横拍，令他成為全中國唯一一名從直拍轉打横拍選手。轉打横拍後，李靜的成績轉差，1994年改回直拍。1997年，李靜以體能為理由退出國家隊，於1999年轉到香港成為香港乒乓球選手，夥拍另一香港選手高禮澤組成雙打組合，並在2004年雅典奧運會為香港取得歷來第二面奧運會獎牌－男雙銀牌。他與高禮澤被傳媒合稱為「乒乓孖寶」。
2006年多哈亞運會，李靜及高禮澤，在男子乒乓球雙打賽，先後擊敗中國的王皓及馬龍，以及在決賽擊敗馬琳及陳玘，為香港取得金牌。同时，李靜在男單項目闖入四強，然而敗於中國隊的頂尖球手馬琳下，無緣進入決賽下取得銅牌。根據中國國家體育科研所的統計，李靜的腳步移動速度，在全世界頂級乒乓球運動員中排第三。
2007年12月21日，李靜及高禮澤獲無綫電視任命為2008年北京奧運大使。
2009年5月，李靜與高禮澤拆夥，夥拍新人出戰世界乒乓球錦標賽雙打賽事，原因是他們已合作多年，對手已透徹地了解他倆的球路，優勢逐漸減少。2011年以後，李靜淡出香港乒乓球隊主力陣容，開始逐步向教練角色轉型。
2013年，李靜接替退休的李惠芬，成為港乒女隊主教練。
2021年，李靜於2020年東京奧運會以教練身份帶領蘇慧音、李皓晴、杜凱琹取得女子團體乒乓球銅牌，成為香港史上以運動員及教練身份皆取得奧運獎牌的第一人。
東京奧運回港後，李靜接替陳江華，升任港隊總教練。

## 個人特點
李靜的打法是傳統單面直板弧圈，後期加入直板橫打技術。李靜刻苦練習，當別人吃完晚飯後，他自己還加操數小時，令其取得今天成就。

## 榮譽
- 香港特區政府嘉獎

榮譽勳章（MH）（2005年）
- 香港傑出運動員選舉

「香港傑出運動員」（2004年）
- 香港十大傑出青年選舉

香港十大傑出青年（2010年）